# Xenosaga: Episode I: Der Wille zur Macht
Xenosaga: Episode I: Der Wille zur Macht is een computerspel voor de PlayStation 2. Het spel is ontwikkeld door Monolith Soft en uitgegeven door Namco, en werd uitgebracht in Japan op 28 februari 2002.

## Plot
Ver in de toekomst, wanneer de mensheid de aarde heeft verlaten, volgt de speler de verhalen over Shion Uzuki, een medewerker van Vector Industries, en KOS-MOS, een vechtrobot, om de vijandige buitenaardse Gnosis te bestrijden. Shion is gedwongen om te ontsnappen aan een Gnosis-aanval en is op weg naar de planeet Second Miltia.
Shion en KOS-MOS raken betrokken in een gevecht tussen de Galaxy Federation en de vijandige U-TIC-organisatie. Met hulp van een alliantie, worden ze geconfronteerd met een dieper mysterie rond de doelen van U-TIC en de plannen van de onsterfelijke Albedo Piazzolla.

## Gameplay
Xenosaga Episode I is een computerrollenspel (RPG). De speler bestuurt een party met personages die door een level geleid moeten worden. Gaandeweg het spel wordt via tussenfilmpjes steeds meer duidelijk over het verhaal en gebruikte termen.
Aanwezige vijanden kunnen worden aangevallen, maar kunnen ook ontweken worden. De gevechten vinden beurtelings plaats. Elk personage van de party heeft unieke eigenschappen en kan ook gebruik maken van een mecha, dit zijn op afstand bestuurbare robotische voertuigen.

## Ontvangst
Xenosaga Episode I werd positief ontvangen in recensies en bereikte hoge verkoopaantallen. Aan het eind van 2002 was het op zes na het bestverkochte spel van dat jaar. In juli 2003 maakte Namco bekend dat het spel ruim 1 miljoen keer was verkocht.
Op aggregatiewebsite Metacritic heeft het spel een score van 83%.